# Gong Hyo-suk
Gong Hyo-suk (Koreaans: 공효석; 1 januari 1986) is een Zuid-Koreaans wielrenner die anno 2018 rijdt voor Uijeongbu Cycling Team.

## Overwinningen
2010
6e en 9e etappe Ronde van Korea
2016
 Zuid-Koreaans kampioen op de weg, Elite

## Ploegen
- 2008 –  Seoul Cycling
- 2009 –  Seoul Cycling
- 2010 –  Seoul Cycling
- 2011 –  Geumsan Ginseng Asia
- 2012 –  Geumsan Ginseng Cello
- 2013 –  Geumsan Insam Cello
- 2015 –  KSPO
- 2016 –  KSPO
- 2017 –  Terengganu Cycling Team (vanaf 26-4)
- 2018 –  Uijeongbu Cycling Team

Gong H. · Gong T. · Jung H. · Jung J. · Jung W. · Lee · Park · Sung